# NGC 4159
NGC 4159 је спирална галаксија у сазвежђу Змај која се налази на NGC листи објеката дубоког неба.
Деклинација објекта је + 76° 7' 35" а ректасцензија 12h 10m 53,3s. Привидна величина (магнитуда) објекта NGC 4159 износи 13,5 а фотографска магнитуда 14,3. NGC 4159 је још познат и под ознакама UGC 7174, MCG 13-9-15, CGCG 352-22, IRAS 12085+7624, PGC 38777.